# Lalola
A Lalola 2007 és 2008 között vetített argentin teleregény, amelyet Sebastián Ortega alkotott. A főbb szerepekben Carla Peterson, Luciano Castro, Muriel Santa Ana, Rafael Ferro és Agustina Lecouna látható.
Argentínában az América TV 2007. augusztus 28-án, Magyarországon a Cool TV 2009. február 2-án mutatta be.

## Történet
Lalo, sikeres férfimagazin főszerkesztőjeként gyógyíthatatlan nőcsábászként éli az életét. Egy forró éjszaka után legújabb hódítását, Rominát is gondolkodás nélkül, durván elküldi. Azt azonban akkor nem sejti, hogy ez az este milyen nagy hatással lesz majd későbbi életére, mert a csalódott nő bosszút esküszik. Egy boszorkány és egy kis varázslat segítségével másnap Lalo női testben ébred fel, és arra kényszerül, hogy olyan testben élje tovább életét, amelyet addig korábban nem sokra értékelt. Miután szembesült új azonosságával korábbi munkahelyén Lalo unokatestvéreként jelenik meg, mintha csak helyettesítené a férfit, míg az külföldön tartózkodik. Lola szembesül a cégnél uralkodó helyzettel, hogy nőként nem sokra becsülik. Így arra kényszerül, hogy kihasználja új azonosságával járó előnyöket, nőies, éles eszét. Közben feltűnik Facundo, akit az első pillanatban elkápráztatott a lány. Kis idő múltával lassan szerelem bontakozik ki a fiatalok között. Ekkor azonban Romina egy csábító ajánlattal újra feltűnik a színen: Lola megint férfi lehet, és visszakaphatja a régi énjét. Főhősünk nehéz döntés elé kényszerül: vajon Lola elfogadja az ajánlatot, vagy a szívére hallgat és úgy éli tovább az életét?

## Szereplők

### Főszereplők
| Színész            | Szereplő                                | Magyar hang                 | Leírás |
| ------------------ | --------------------------------------- | --------------------------- | --- |
| Carla Peterson     | Dolores "Lola" Padilla / Daniela Calori | Zsigmond Tamara (1. hang)   | Lalo egy szenvedélyes éjszaka után kidobta Rominát, amiért a lány bosszúból Lolává változtatta. Lolának először nem tetszett az új, külseje, később viszont egyre jobban megbarátkozott vele. A magazinnál Lalo unokatestvéreként jelenik meg. Ott kezd el szimpatizálni Facundoval a "Don" művészeti vezetőjével. Kis idő múlva egymásba szeretnek. Lola legjobb barátnője Grace. Lola, Daniela testében él |
| Carla Peterson     | Dolores "Lola" Padilla / Daniela Calori | Nemes Takách Kata (2. hang) | Lalo egy szenvedélyes éjszaka után kidobta Rominát, amiért a lány bosszúból Lolává változtatta. Lolának először nem tetszett az új, külseje, később viszont egyre jobban megbarátkozott vele. A magazinnál Lalo unokatestvéreként jelenik meg. Ott kezd el szimpatizálni Facundoval a "Don" művészeti vezetőjével. Kis idő múlva egymásba szeretnek. Lola legjobb barátnője Grace. Lola, Daniela testében él |
| Luciano Castro     | Facundo "Facu" Canavaro                 | Posta Victor                | Facundo a tökéletes férfi. Nyugodtan elismeri és tiszteletben tartja a nőket. Van egy Melissa nevű lánya, s mivel az anyja elhagyta őket, így most egyedül neveli Melissát, ezért egy kiváló apa is. Ő a "Don" művészeti vezetője. Szerelmes Lolába. |
| Muriel Santa Ana   | Graciela "Grace" Neira                  | Czifra Krisztina            | Grace egy híres rádiós műsorvezető. Lolát mindenben segíti, hiszen a legjobb barátnője. Csak ő és Facundo ismeri Lola történetét. Régen szerelmes volt Laloba, de most Aguirret, a High Five tulajdonosát szereti. Grace egy nagyon kedves és segítőkész lány. |
| Rafael Ferro       | Gastón Zack                             | Kárpáti Levente             | Gastón, Lalo legjobb barátja volt, Lolát viszont ki nem állhatja. Mindig keresztbe akar neki tenni, de végül visszafelé sül el a dolog. |
| Agustina Lecouna   | Natalia Aguirre                         | Törtei Tünde                | Natalia egy beképzelt és bajkeverő nő. Mindig mindent megkap amit akar. Szerelmes Facundoba, egyszer már elhitette vele, hogy gyermeke születik tőle, csak azért, hogy megszerezze. Most másodszorra is Facundo-t nevezte ki gyermeke apjának. Utálja Lolát. |
| Luis Ziembrowsky   | Donato Aguirre                          | Bodrogi Attila              | Aguirre a High Five tulajdonosa. Lola, Lalo helyett az első pillanatban megfelel neki. Néha kicsit furcsán viselkedik, de ettől eltekintve egy nagylelkű ember. Szerelmes Grace-be. |
| Sandra Ballesteros | Victoria “Vicky”                        | Koncz-Kiss Anikó            | Vicky egy minden lében kanál ravasz nő. Szerelmes volt Gastónba, és ő sem szerette Lolát. Végül kilépett a cégtől. Helyére Griselda került. |
| Violeta Urtizberea | Julia                                   | Szabó Gertrúd (1. hang)     | Julia a High Five recepciósa. Egy kedves és szerény lány, de ugyanakkor néha eljár a szája. Egyszerre két emberbe, Nicolásba és Aguirrébe is szerelmes. |
| Violeta Urtizberea | Julia                                   | Simonyi Piroska (2. hang)   | Julia a High Five recepciósa. Egy kedves és szerény lány, de ugyanakkor néha eljár a szája. Egyszerre két emberbe, Nicolásba és Aguirrébe is szerelmes. |
| Lola Berthet       | Soledad                                 | Kokas Piroska               | Soledad, egy jóakaratú ember, de néha kibeszél másokat. Nemrég megtudta, hogy a szülei gépe lezuhant, így egy hatalmas összegű örökséget örökölt, de csak akkor kaphatja meg ha egy zsidó fiúhoz megy feleségül. Patoval éppen esküvőt terveztek, amikor ez kiderült. Ezért Patricio megpróbált áttérni a zsidó vallásra. Nem sikerült. Így az örökség miatt egy másik emberhez ment feleségül. De utána kiderült, hogy az örökségéből fizetnie kell szülei adósságait. Végül nagy nehezen ki tudta fizetni az adósságot és a "férjét" is, aki megfenyegette, hogyha nem fizet, akkor nem válik el. |
| Victor Malagrino   | Patricio "Pato" Miguel                  | Szokol Péter                | Pato néha furcsán viselkedik, egyébként egy önzetlen ember. Képes volt megpróbálni a zsidó vallásra való áttérést Soledad, a szerelme miatt. Később elvetette ezt az ötletet, mert nem akart csak a pénzért zsidó vallású lenni, és már nem bírta ki a sok korlátozást. |
| Diana Lamas        | Griselda                                | Kéri Kitty                  | Griselda egy ravasz és igen kotnyeles nő. Szereti Gastónt, de olykor mégis keresztbe tesz neki. Vicky távozása után jött a High Five-hoz. |
| Tomas de las Heras | Nicolas                                 | Előd Botond                 | Nicolas nagymamáját elütötte Aguirre, így került a céghez. Szerelmes Juliába. Egy bajkeverő, volt már olyan eset, amikor "gyógyszert" hozott az irodába. |
| Nahuel Mutti       | Boogie                                  | Maday Gábor                 | |
| Matías Desiderio   | Martín                                  | Fellegi Lénárd              | |
| Chela Cardalda     | Iris                                    | Bókai Mária                 | |
| Bruna Castro       | Melisa                                  | Pekár Adrienn               | |
| Reina Reech        | Carola Aguirre                          | Menszátor Magdolna          | |
| Pablo Cedrón       | Teo                                     | Karsai István               | |

### Mellékszereplők
| Színész              | Szereplő              | Magyar hang                  |
| -------------------- | --------------------- | ---------------------------- |
| Juan Gil Navarro     | Ramiro "Lalo" Padilla | Láng Balázs                  |
| Marcela Kloosterboer | Romina                | Pap Kati                     |
| Rita Cortese         | Boszorkány            | Némedi Mari                  |
| Tina Serrano         | Susana Padilla        | Andresz Kati                 |
| Santiago Del Mondo   | Matias                | Fekete Zoltán                |
| Selva Alemán         | Gina Calori           | Zsurzs Kati (1. hang)        |
| Selva Alemán         | Gina Calori           | Málnai Zsuzsa (2. hang)      |
| Bárbara Lombardo     | Sabrina               | Roatis Andrea (1. hang)      |
| Bárbara Lombardo     | Sabrina               | Kisfalvi Krisztina (2. hang) |
| Laura Azcurra        | Boszorkány            | Sági Tímea (1. hang)         |
| Laura Azcurra        | Boszorkány            | Pikali Gerda (2. hang)       |

## Szinkronstáb
- Magyar szöveg: Krajcsi Judit
- Hangmérnök és vágó: Schriffert László
- Gyártásvezető: Gémesi Krisztina
- Szinkronrendező: Tomasevics Zorka
- Szinkronstúdió: Hang-Kép Szinkroncsoport
- Megrendelő: IKO Kábeltévé (Kft.)